# Kia Picanto

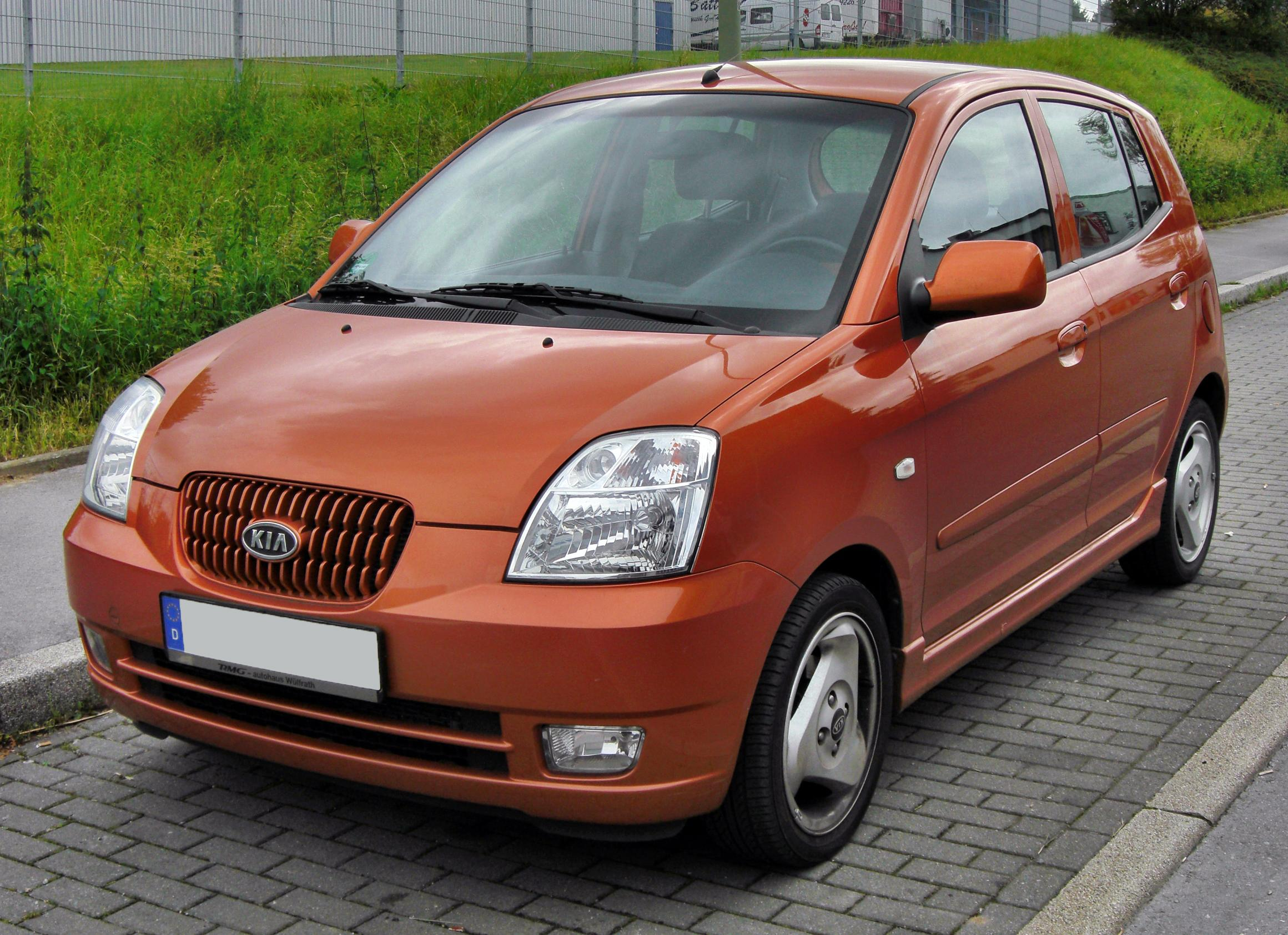
Kia Picanto

Kia Picanto är en småbil som introducerades 2004 som ersättare till Kia Pride, som såldes i Sverige några år tidigare. Det enda karossalternativet är en femdörrars halvkombi. Bilen tillverkas i Sydkorea, där den kallas Kia Morning, och delar bottenplatta med koncernkollegan Hyundais Atosmodell. Kia Picanto genomgick en ansiktslyftning 2007 och kom i en helt ny generation 2011.
I Sverige säljs Picanto med två bensinmotorer; 1,0 liter med 62 hästkrafter och 1,2 liter med 85 hästkrafter. Den senare säljs för övrigt endast med EX-paketet som innehåller lite mer utrustning än baspaketet LX.
Första generationen (2004-2011) säljs i Europa med en 3-cylindrig dieselmotor på 1,1 liter med 75 hästkrafter och 153 Nm. Den har direktinsprutning och turbo, som på pappret ska ge den en genomsnittsförbrukning på 4,4 l/100 km medan bensinmotorerna har en angiven förbrukning på  5,1 l/100 km respektive 5,2 l/100 km.